# Шавлія великоцвіта
Шавлія великоцвіта (Salvia tomentosa) — вид квіткових рослин родини глухокропивових (Lamiaceae).

## Біоморфологічна характеристика
Це багаторічна рослина 30–100 см. Стебла жорстко прямовисні, чотиригранні, зверху часто гіллясті, залозисто-повстяні з сидячими залозками. Листки прості, від вузько-видовжених до яйцеподібних, 2–11 × 0.8–5 см, біля основи широко-округлі чи трохи серцеподібні, від цілокраїх до зубчастих; листкова ніжка 1.7–5.5 см. Квіткові кластери 4–10-квіткові. Чашечка 12–18 мм завдовжки, зазвичай фіолетова, запушена й залозиста; верхня губа коротко тризубчаста. Віночок синій, блакитний, бузковий чи білий, 25–40 мм завдовжки; трубка пряма, 18–22 мм. Горішки округлі, трикутні, ±кулясті, 3.5 × 3.2 мм. 2n = 14, 15, 16.

## Поширення
Південь Європи, захід Азії (колишня Югославія, Албанія, Греція, Болгарія, Крим, Туреччина, Південний Кавказ, Ліван-Сирія).
В Україні вид зростає на кам'янистих схилах, оголеннях, осипах, у світлих лісах — у гірському Криму; звичайно на ПБК, в інших районах зрідка.